# Пахтачийский район
Пахтачийский район (тума́н; узб. Paxtachi tumani / Пахтачи тумани) — район в Самаркандской области Узбекистана. Административный центр — городской посёлок Зиадин.

## История
Пахтачийский район был образован в 1973 году.

## Административно- территориальное деление
По состоянию на 1 января 2011 года в состав района входят:
- 7 городских посёлков:

1. Зиадин,
2. Кадирист,
3. Паст Буркут,
4. Санчикул,
5. Сулувкурган,
6. Ургич,
7. Хумар.

- 8 сельских сходов граждан:

1. Дустабад,
2. Карнаб,
3. Куйбок,
4. Мисит,
5. Пулатчи,
6. Султанабад,
7. Хайрабад,
8. Хумар.